# Heinz Pinkohs
Heinz Pinkohs (* 28. Dezember 1942) ist ein ehemaliger deutscher Fußballspieler. Für die Mannschaften F.C. Hansa Rostock II, BSG Kernkraftwerk Greifswald und BSG Schiffahrt/Hafen Rostock spielte er zwischen 1967 und 1983 in der DDR-Liga. 

## Sportliche Laufbahn
Nachdem Heinz Pinkohs 1967 mit der 2. Mannschaft des F.C. Hansa Rostock Bezirksmeister geworden war und den Aufstieg in die zweitklassigen DDR-Liga geschafft hatte, bestritt er in der Saison 1967/68 mit Hansa II seiner ersten 17 DDR-Liga-Spiele, in denen er in der Regel im Mittelfeld aufgeboten wurde. Dabei schoss er auch seine ersten beiden Tore im DDR-weiten Ligenbetrieb. Weiterhin als Mittelfeldspieler bestritt Pinkohs auch 13 der 15 Hinrundenspiele der Saison 1968/69, danach wurde er im Rahmen eines Austauschprogramms zum DDR-Liga-Aufsteiger BSG Kernkraftwerk Greifswald delegiert. Dort wurde er bis zum Saisonende in neun Spielen als Stürmer eingesetzt. 1969/70 spielte Pinkohs auf seiner Stammposition im Mittelfeld, wurde in allen 30 Ligaspielen eingesetzt und erzielte auch sein erstes Ligator für die Greifswalder. Auch in den folgenden drei Spielzeiten gehörte er zur Stammelf und spielte fast regelmäßig auf der rechten Mittelfeldposition. Von den 70 Ligaspielen bestritt Pinkohs 66 Partien und schoss weitere elf Tore. Zur Saison 1973/74 kehrte er nach Rostock zurück und schloss sich der Betriebssportgemeinschaft (BSG) Schiffahrt/Hafen an. Auch dort übernahm er sofort einen Stammplatz als Mittelfeldakteur und konnte fast in allen Ligaspielen eingesetzt werden. Er war zeitweise Mannschaftskapitän und wurde viermal Torschützenkönig der Rostocker. Diese wurden 1981 und 1983 Liga-Staffelsieger und nahmen an den Aufstiegsspielen zur DDR-Oberliga teil, verpassten aber jeweils den Aufstieg. Pinkohs bestritt 1981 alle acht Qualifikationsspiele, in denen er sechs Tore erzielte, während er 1983 in sechs Begegnungen eingesetzt wurde, aber torlos blieb. Seine letzte Saison in der DDR-Liga absolvierte Pinkohs 1982/83, in der er immer noch 21 der 22 Ligaspiele bestritt und mit seinen neun Treffern nichts von seiner Torgefährlichkeit eingebüßt hatte.  Im Alter von 40 Jahren beendete Heinz Pinkohs seine Laufbahn als Leistungssportler, nachdem er in der DDR-Liga 340 Spiele absolviert und dabei 86 Tore geschossen hatte.